# Sminthopsis granulipes
Sminthopsis granulipes is een roofbuideldier uit het geslacht van de smalvoetbuidelmuizen. De wetenschappelijke naam van de soort werd voor het eerst geldig gepubliceerd door Ellis Le Geyt Troughton in 1932. Deze soort heeft geen nauwe verwanten; hij is de enige soort van de granulipes-groep binnen Sminthopsis.

## Kenmerken
De bovenkant is lichtbruin en wordt geleidelijk lichter tot de witte onderkant. De korte staart is vaak gezwollen en is lichtroze van kleur met een bruine streep aan de bovenkant. De kop-romplengte bedraagt 70 tot 100 mm, de staartlengte 56 tot 68 mm en het gewicht 18 tot 35 g.

## Voorkomen
De soort komt voor in open struiklandschappen in het zuidwesten van West-Australië. Er is weinig over deze soort bekend; waarschijnlijk is het dier 's nachts actief, leeft hij op de grond en eet hij insecten. Waarschijnlijk worden de jongen in de winter geboren en in oktober gespeend.
Sminthopsis aitkeni · Sminthopsis archeri · Sminthopsis bindi · Sminthopsis boullangerensis · Sminthopsis butleri · Dikstaartsmalvoetbuidelmuis (Sminthopsis crassicaudata) · Sminthopsis dolichura · Sminthopsis douglasi · Sminthopsis froggatti · Sminthopsis fuliginosus · Sminthopsis gilberti · Sminthopsis granulipes · Sminthopsis griseoventer · Sminthopsis hirtipes · Sminthopsis leucopus · Sminthopsis macroura · Gewone smalvoetbuidelmuis (Sminthopsis murina) · Sminthopsis ooldea · Sminthopsis psammophila · Sminthopsis stalkeri · Sminthopsis virginiae · Sminthopsis youngsoni